# El interruptor
El interruptor fue un programa de televisión chileno transmitido por Vía X entre 2002 a 2005 y 2016 a 2017. Fue conducido por José Miguel Villouta, quien tuvo como coanimadoras a Carolina Urrejola (2002) y Fernanda Hansen (2003).

## Historia
En marzo de 2002 el canal de cable Vía X puso al aire El interruptor, conducido por José Miguel Villouta, a quien más tarde se le unió Carolina Urrejola. El nombre del espacio deriva en que los personajes aparecían y desaparecían de pantalla como si alguien accionara un interruptor, esto gracias a que la escenografía utilizaba la técnica audiovisual croma. Seguía la estructura de un noticiero, mezclando videos de internet, música y un análisis de la actualidad. En mayo de 2003, Urrejola emigra a TVN y fue reemplazada por Fernanda Hansen. El programa terminó en 2005, año en que Villouta renunció a Vía X. La franja horaria del espacio fue ocupada por Sociedad de Comediantes Anónimos.

### Regreso
En marzo de 2016 Villouta anunció que dejaba su trabajo en La Red debido a que regresaba El interruptor en Vía X. El estreno fue el 18 de mayo a las 23:59 horas. Fue realizado en una escenografía convencional y con un tema de conversación por capítulo.
Para la temporada 2017, el formato se cambia acercándose al late show ya que en cada capítulo se centra en un personaje, quien es entrevistado y participa en dinámicas de humor. El listado de invitados se caracteriza por ser muy variopinto pues ha tenido desde personajes de la farándula, drag queens (como un guiño a las temáticas sin tapujos), políticos como Felipe Kast y Marco Enríquez-Ominami, actores como Catalina Saavedra, Pablo Cerda y Javiera Contador, además de músicos como Sol y Lluvia y Kudai. En junio de 2017, Villouta renunció al espacio.